# 7362 Роджерберд
7362 Роджерберд (7362 Rogerbyrd) — астероїд головного поясу, відкритий 15 березня 1996 року.
Тіссеранів параметр щодо Юпітера — 3,477.